# Ken Boyd
Ken Boyd (nacido el 25 de marzo de 1952 en Frederick, Maryland) es un exjugador de baloncesto estadounidense que disputó seis partidos en la NBA. Con 1,96 metros de estatura, lo hacía en la posición de alero.

## Trayectoria deportiva

### Universidad
Jugó durante tres temporadas con los Terriers de la Universidad de Boston, en las que promedió 20,5 puntos por partido, siendo elegido en su último año en el mejor quinteto de la Yankee Conference, tras liderar la conferencia con 21,3 puntos por partido.

### Profesional
Fue elegido en el puesto 154 del Draft de la NBA de 1974 por New Orleans Jazz, con los que disputó seis partidos, en los que promedió 3,2 puntos.

## Estadísticas de su carrera en la NBA

### Temporada regular
| Temporada | Edad | Equipo           | Liga | Pos. | P | TIT | MIN | TC  | TCA | %TC  | 3P | 3PA | %3P | TL  | TLA | %TL  | R.OF. | R.DEF. | REB | ASIS | ROB | TAP | PER | FP  | PTS |
| 1974-75   | 22   | New Orleans Jazz | NBA  | SF   | 6 |     | 4.2 | 1.2 | 2.2 | .538 |    |     |     | 0.8 | 1.8 | .455 | 0.5   | 0.3    | 0.8 | 0.3  | 0.5 | 0.0 |     | 0.3 | 3.2 |
| Total     |      |                  | NBA  |      | 6 |     | 4.2 | 1.2 | 2.2 | .538 |    |     |     | 0.8 | 1.8 | .455 | 0.5   | 0.3    | 0.8 | 0.3  | 0.5 | 0.0 |     | 0.3 | 3.2 |